# Одзу (город)
Одзу (яп. 大洲市 О:дзу-си) — город в Японии, находящийся в префектуре Эхимэ. Площадь города составляет 432,24 км², население — 45 007 человек (1 августа 2014), плотность населения — 104,13 чел./км².

## Географическое положение
Город расположен на острове Сикоку в префектуре Эхимэ региона Сикоку. С ним граничат города Яватахама, Сейё, Иё и посёлок Утико.

## Население
Население города составляет 45 007 человек (1 августа 2014), а плотность — 104,13 чел./км². Изменение численности населения с 1980 по 2005 годы:
| 1980 | 57 014 чел. |  |
| 1985 | 57 263 чел. |  |
| 1990 | 55 766 чел. |  |
| 1995 | 53 850 чел. |  |
| 2000 | 52 762 чел. |  |
| 2005 | 50 786 чел. |  |

## Символика
Деревом города считается рододендрон, цветком — рододендрон.